# Apollo CSM
De commando-/servicemodule (CSM) was een ruimtevaartuig dat door North American Aviation voor NASA werd gebouwd. Het was een van twee ruimtevaartuigen die waren ontworpen voor het Apolloprogramma om samen met de maanlander (LM) astronauten op de maan te brengen. Na het beëindigen van het Apolloprogramma deed de CSM dienst bij het Skylabproject en bij het Apollo-Sojoez-testproject.
Er werden twee versies van de Commandmodule geproduceerd. De Block-I-variant was bedoeld voor voorbereidende testvluchten en was niet van een topluik en koppelmechanisme voorzien. Het was de bedoeling dat geleerde lessen die met de Block-I-variant werden opgedaan in de complexere Block-II-variant werden verwerkt. 
Na de brand in de Apollo 1-commandmodule waarbij drie astronauten omkwamen door een serie ontwerpfouten werd versneld overgegaan op de Block-II-variant. De geplande missies Apollo 1, 2 en 3, die met de Block-I-uitvoering zouden worden uitgevoerd werden geannuleerd. De CSM-Block-I heeft dus nooit met bemanning gevlogen en de eerste echte Apollo-vlucht van het herziene Apolloprogramma werd daardoor Apollo 4.
Het ruimtevaartuig bestond uit twee delen: 
1. de commandomodule waarin de bemanning en de onderdelen benodigd voor de terugkeer naar de aarde waren ondergebracht
2. de servicemodule waarin de aandrijving, de elektriciteitsvoorziening en de opslag voor voedsel voor de bemanning. Voor de terugkeer naar de aarde werd de servicemodule afgeworpen om daarna in de dampkring te verbranden.

Elke commandomodule en elke maanlander kreeg een naam die tijdens de vlucht gebruikt werd in de communicatie:
| Missie    | CSM            | Maanlander |
| --------- | -------------- | ---------- |
| Apollo 9  | Gumdrop        | Spider     |
| Apollo 10 | Charlie Brown  | Snoopy     |
| Apollo 11 | Columbia       | Eagle      |
| Apollo 12 | Yankee Clipper | Intrepid   |
| Apollo 13 | Odyssey        | Aquarius   |
| Apollo 14 | Kitty Hawk     | Antares    |
| Apollo 15 | Endeavour      | Falcon     |
| Apollo 16 | Casper         | Orion      |
| Apollo 17 | America        | Challenger |

Voor het Skylabprogramma was er één Apollo CSM aangepast om als reddingsruimteschip te kunnen dienen. Deze capsule had vijf zitplaatsen en was ontworpen om met een tweekoppige bemanning op te stijgen, bij het ruimtestation aan te meren en vervolgens samen met de driekoppige Skylabbemanning terug naar aarde te keren. Tijdens Skylab 3 dreigde deze "reddingssloep" in actie te moeten komen en werd de raket naar het lanceerplatform gereden.

## Besturing
Voor de besturing was de CSM uitgerust met hulpraketjes. De besturing werd verzorgd door een primitieve boordcomputer, de Apollo Guidance Computer (AGC). Deze draaide een voor die tijd complexe avionicasuite genaamd Colossus.

## Afbeeldingen

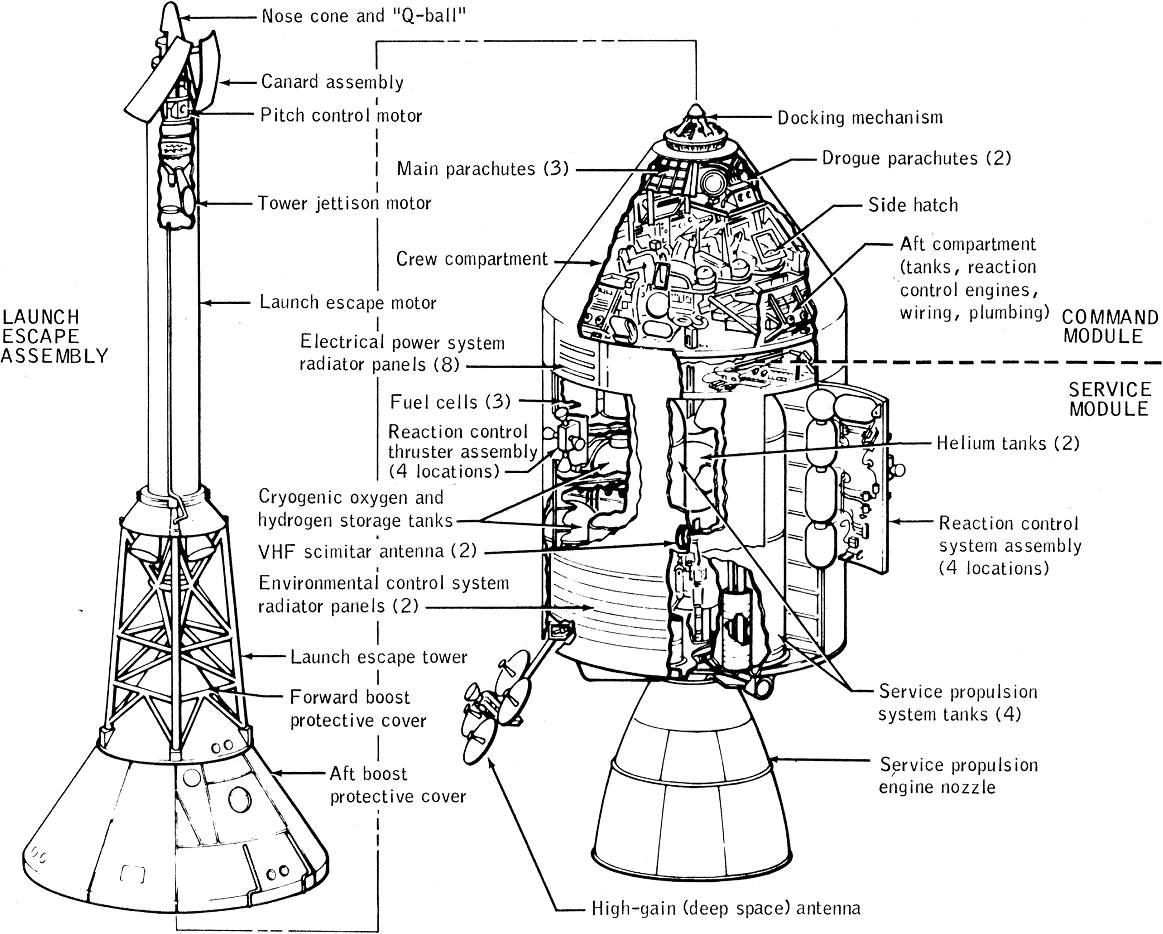
exterieur
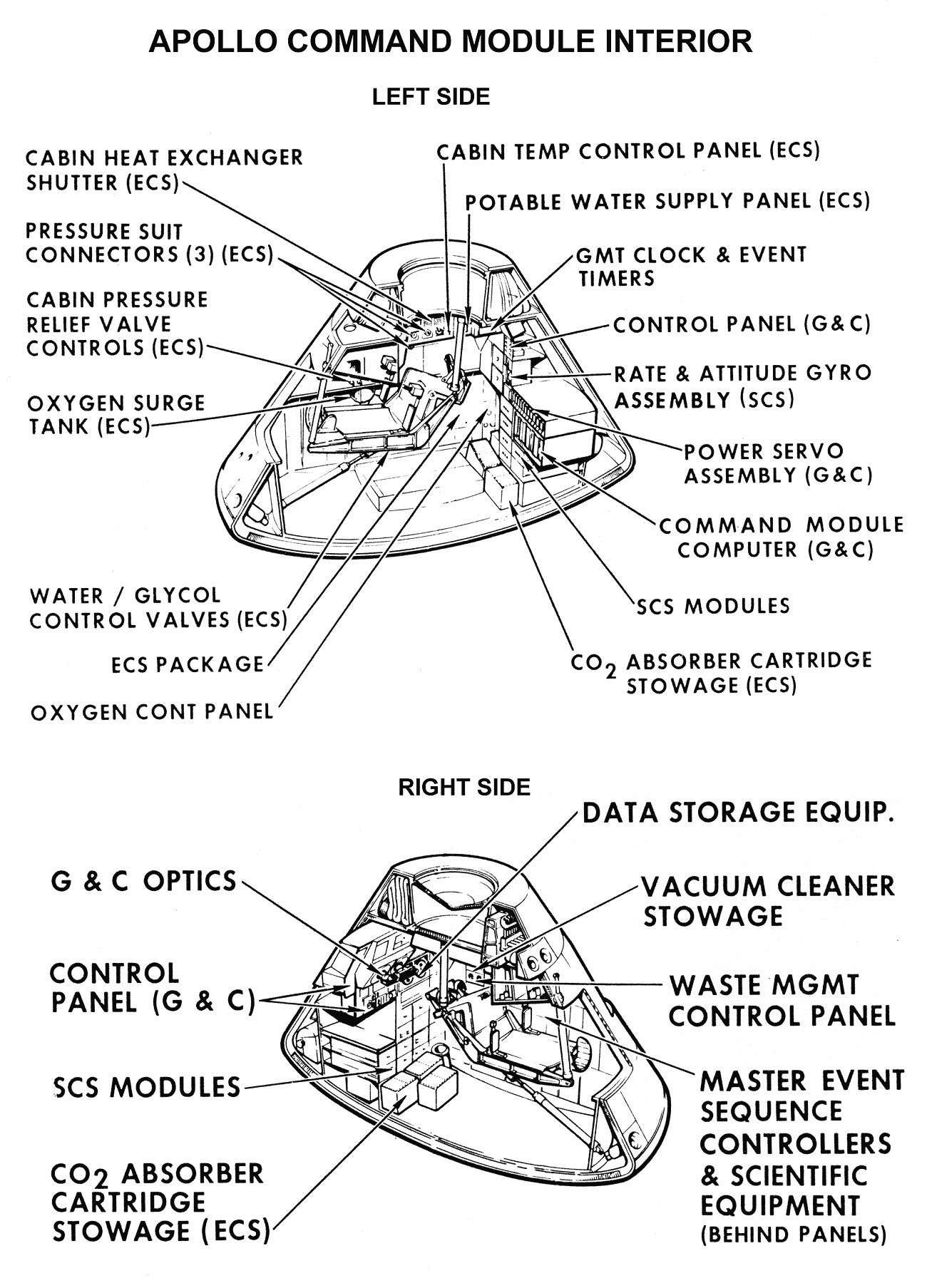
interieur
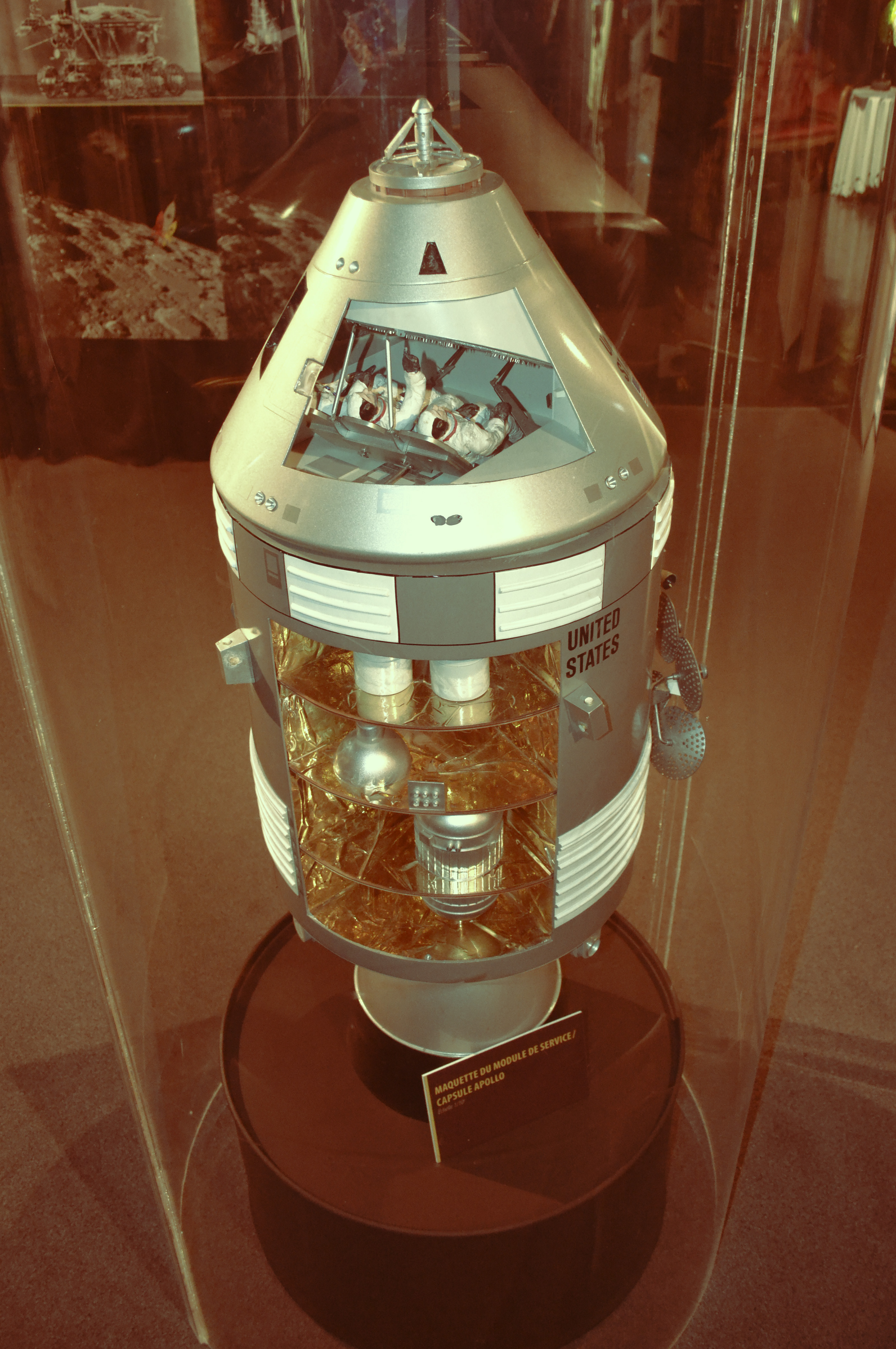
schaalmodel

Apollo 1 · Apollo 4 · Apollo 5 · Apollo 6 · Apollo 7 · Apollo 8 · Apollo 9 · Apollo 10 · Apollo 11 · Apollo 12 · Apollo 13 · Apollo 14 · Apollo 15 · Apollo 16 · Apollo 17

Saturnus V · Maanwagen · Apollo CSM · Apollo LM